# Gare de Puistola
La gare de Puistola (en finnois : Puistolan rautatieasema) est une gare de la voie ferrée Helsinki-Riihimäki située dans la section de Tapulikaupunki à Helsinki en Finlande.
Elle se trouve entre les gares de Tapanila  et de Tikkurila à 14 kilomètres au nord de la Gare centrale d'Helsinki.

## Service des voyageurs

### Desserte

Vues de la gare
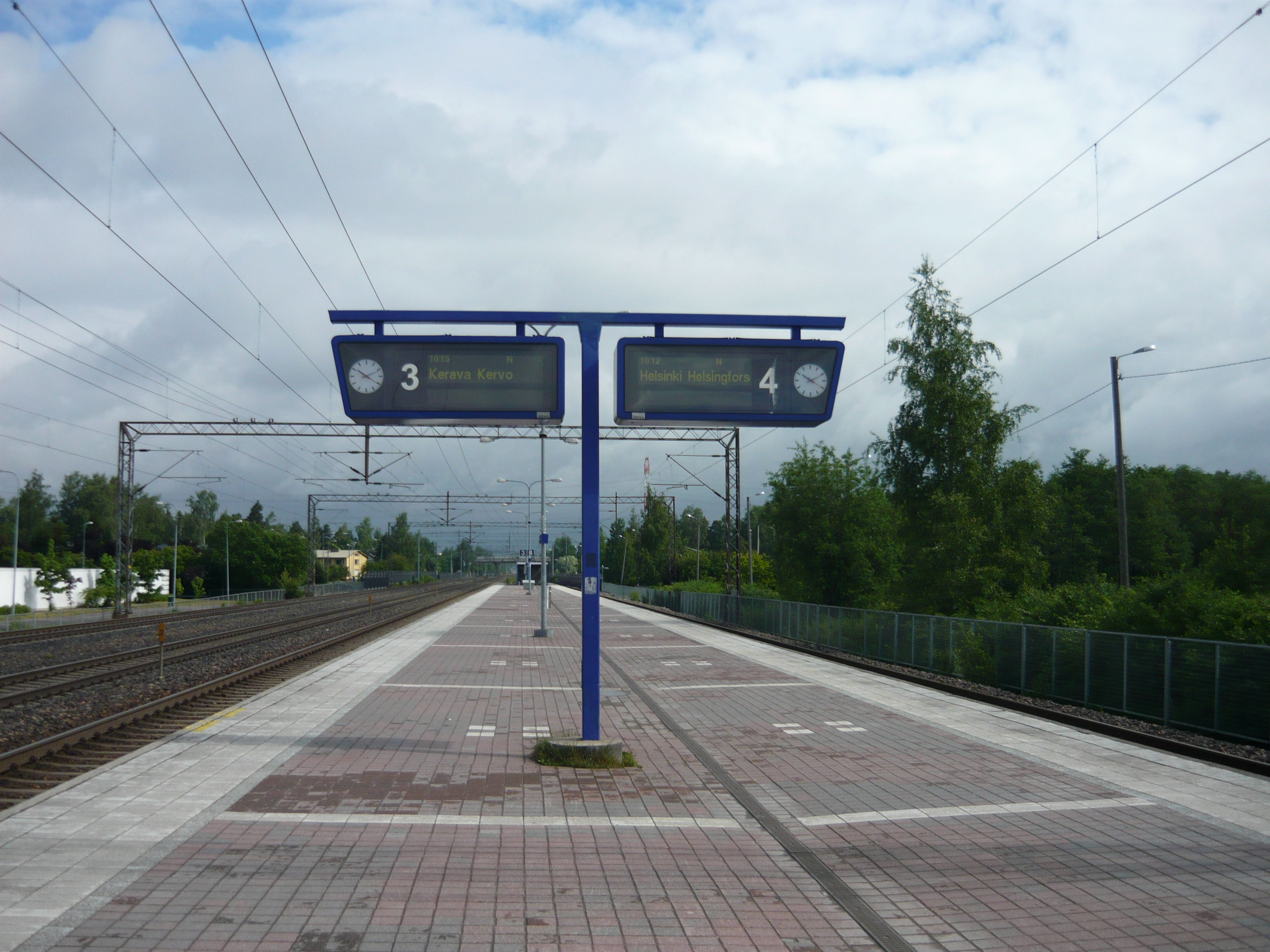
Quai central.
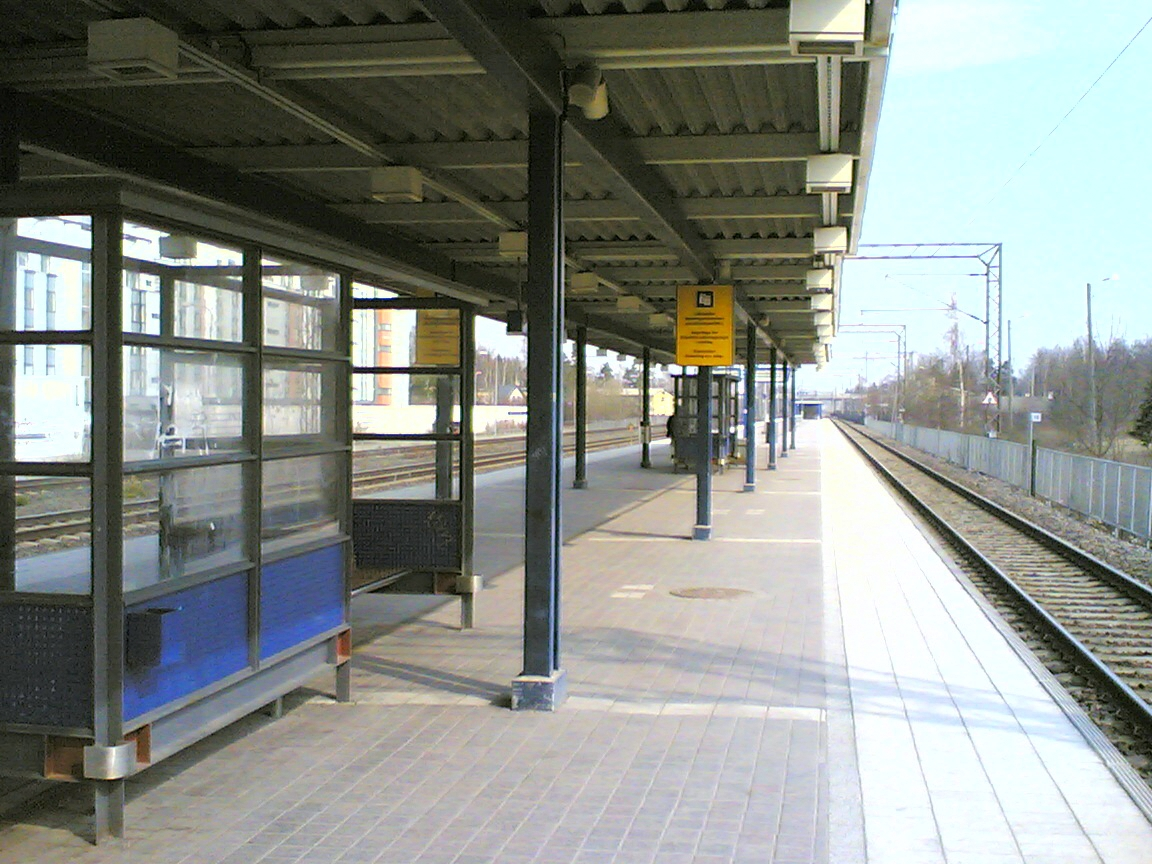
Quai central.
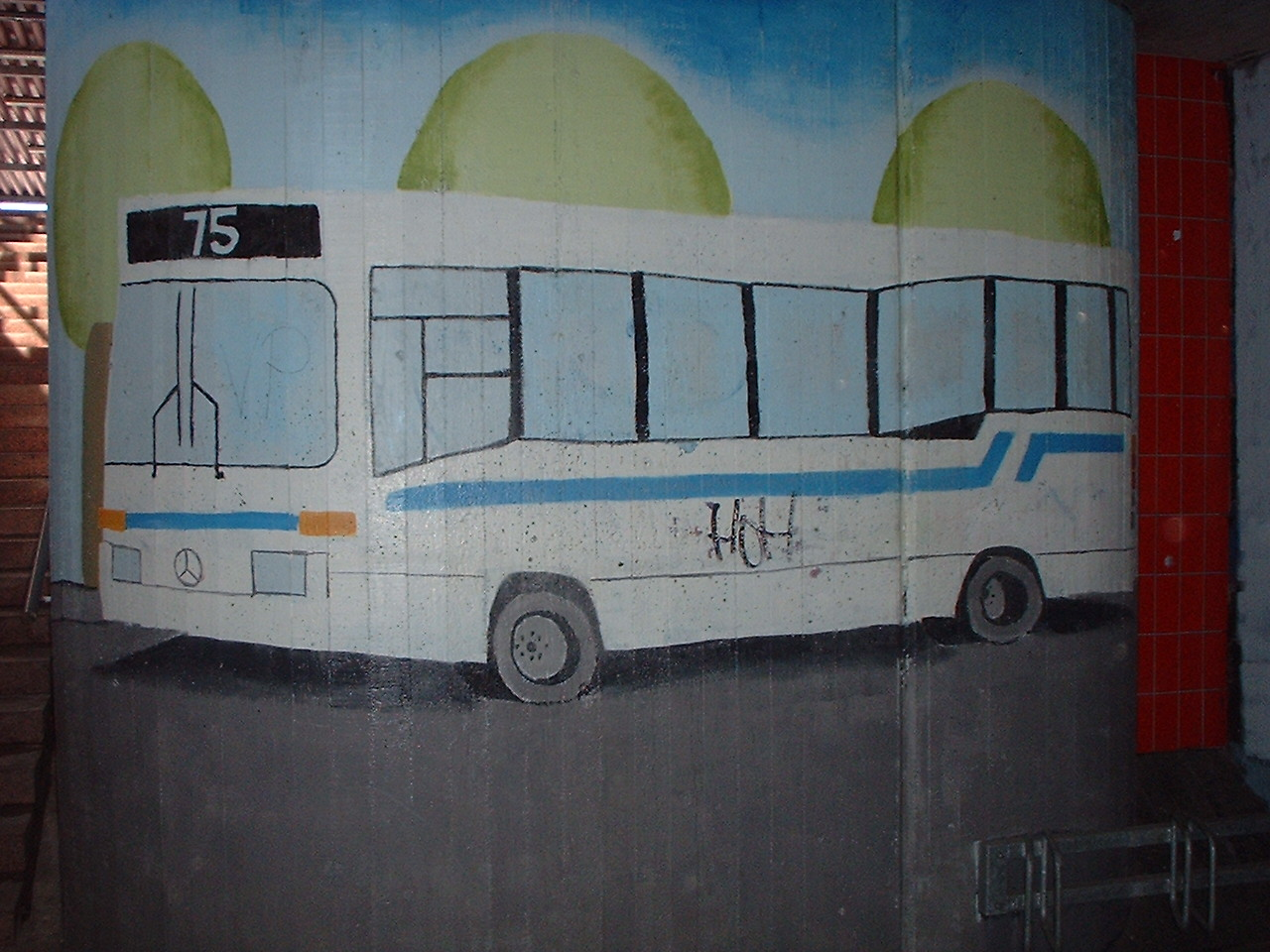